# Тракия (римска провинция)
Вижте пояснителната страница за други значения на Тракия.
Тракия (на латински: Provincia Thracia; на гръцки: ἐπαρχία Θρᾳκῶν) е провинция на Римската империя, сформирана през 46 г. сл. Хр., когато бившата държава на одрисите е анексирана от император Клавдий. Два века по-късно част от нея е преобразувана след административните реформи на Диоклециан.

## Граници
Провинция Тракия е разположена в историко-географската област Тракия и има различни граници с течение на времето. Първоначално тя обхваща планинската територия на Одриското царство: Родопите, Рила, Пирин, Витоша, Стара планина до река Цибрица. Освен това тя включва северните предпланини между основаните по-късно от император Траян градове Никополис ад Иструм и Марцианополис и равнините между тях и Черно, Мраморно и Егейско море. Към нея са придадени Егейското крайбрежие на изток от река Места с островите Тасос и Самотраки, които дотогава са в границите на провинция Македония. Към края на II век границата е изтеглена на юг по билото на Стара планина, като Никополис ад Иструм и Марцианополис остават в провинция Долна Мизия.
Първоначално Тракия се управлява от прокуратор, но после става сенатска провинция. Главният град е Перинт на Мраморно море, но най-голям град е Филипопол . По време на административните реформи на Диоклециан (управлявал 284 – 305), територията на провинция Тракия е разделена на шест по-малки провинции: Тракия, Хемимонтус, Родопа, Европа, Мизия II и Малка Скития, принадлежащи към диоцез Тракия, който на свой ред е част от преторианска префектура на Изтока.

## Римско завоевание
Римското завоевание на Балканския полуостров започва през 20-те години на III век пр.н.е. със завладяването на адриатическото крайбрежие и сломяването на съпротивата на илирите. Половин век по-късно през 148 пр.н.е римските легиони покоряват и древна Македония. В първите години от новата ера в долнодунавската област са настанени военни части (военен протекторат), а по-късно се образува провинция Мизия. Заедно с провинциите Македония и Ахая те са гранични територии, в които са настанени два римски легиона и се управляват с декрети на римския император. Към тях са придадени градовете-колонии по западния бряг на Черно море, свързани с Мизия с тясна ивица по брега на река Дунав. Превръщането на Тракия в прокураторска провинция променя характера и на Ахея и Македония, които вече не са гранични и стават отново сенатски провинции. Тракийското Одриско царство известно време е клиентелистка държава на Рим, но след смъртта на Реметалк III през 46 г. сл. хр. е анексирано и се превръща в римска провинция Тракия. Официалният език в провинцията остава старогръцкият. През 107 – 109 г. статутът на Тракия е сменен и тя също става сенатска провинция. Рудобивът е имперски монопол, като през III век Западна Тракия е експлоатирана за злато.
- Римската империя и провинция Тракия в 125 г.
- Римският диоцез Тракия